# Violette Lecoq
Violette Lecoq (París, 1912 – París, 2003) fue una enfermera francesa, ilustradora y miembro de la resistencia durante la Segunda Guerra Mundial. Es conocida por sus dibujos del campo de concentración de Ravensbrück, que también se utilizaron como prueba en los primeros juicios de Ravensbrück en 1946.

## Segunda Guerra Mundial
Al estallar la Segunda Guerra Mundial, Lecoq trabajó como enfermera en la Cruz Roja. También estaba afiliada al movimiento de resistencia francés. Fue detenida en 1942 y permaneció un año aislada, y luego llevada al campo de concentración de Ravensbrück en 1943, como prisionera de Nacht und Nebel. Trabajó como enfermera en el bloque diez, el bloque para tuberculosos y enfermos mentales. Desde este barracón presenció el asesinato de las mujeres que ya no eran capaces de trabajar. Lecoq consiguió organizar lápiz y papel, e hizo varias ilustraciones de la vida en el campo, con la intención de publicar los dibujos algún día.
Fue evacuada con la Cruz Roja sueca en abril de 1945. En 1946, fue testigo en los juicios de Ravensbrück en Hamburgo, junto con Odette Sansom, Irène Ottemard, Jaqueline Hereil, Helene Dziedziecka, Neeltje Epker y otras. Sus dibujos se utilizaron como prueba en los juicios.
En 1948 publicó Ravensbrück, 36 dessins à la plume, una colección de sus dibujos del campo de Ravensbrück. Los dibujos son esbozos a lápiz de la "vida cotidiana" en el campo. Algunos ejemplos son las series "-Welcome...", y "Deux heures après", que muestran a mujeres entrando en el campo y la transición dos horas después. El dibujo "La loi du plus fort..." (en español: La ley del más fuerte) muestra la humillación de las prisioneras por la brutalidad del personal.
Varias de sus ilustraciones se incluyeron en el libro de Sylvia Salvesen Tilgi - men glem ikke de 1947. Algunas de las ilustraciones se incluyeron posteriormente en el libro de Kristian Ottosen sobre Ravensbrück de 1991.
Lecoq fue galardonada con la medalla de la Resistencia francesa y la Cruz de Guerra francesa. Murió en París en 2003. Está enterrada junto a su esposo en el cementerio de Palluau-sur-Indre.

## Obras seleccionadas
- Ravensbrück, 36 dibujos a la pluma (1948)